# Hetaerina proxima
Hetaerina proxima – gatunek ważki z rodziny świteziankowatych (Calopterygidae). Występuje na terenie Ameryki Południowej.